# Turning Red
Turning Red (bra: Red: Crescer é uma Fera; prt: Turning Red: Estranhamente Vermelho) é um  filme de amadurecimento e de comédia animado por computador estadunidense produzido pela Walt Disney Pictures e Pixar Animation Studios com distribuição da Walt Disney Studios Motion Pictures. É escrito e dirigido por Domee Shi em sua estreia na direção, e produzido por Lindsey Collins.

## Enredo
Situado durante os anos 2000, Meilin Lee é uma garota sino-canadense de 13 anos de idade, que está dividida entre continuar sendo a filha zelosa de sua mãe e o caos da adolescência. E, como se as mudanças em seus interesses, relacionamentos e corpo não fossem suficientes, sempre que ela fica muito agitada ou estressada, ela vira um panda-vermelho gigante.

## Elenco

### Original
- Rosalie Chiang como Meilin "Mei" Lee, uma menina de 13 anos que pode repentinamente se transformar em um panda-vermelho gigante sempre que se sente agitada ou estressada.
- Sandra Oh como Ming Lee, a mãe super protetora e rígida de Mei.
- Orion Lee como Jin Lee, o pai de Mei.[5]
- Wai Ching Ho como Wu Lee, a Avó de Mei
- Ava Morse como Miriam
- Maitreyi Ramakrishnan como Priya
- Hyein Park como Abby
- Tristan Allerick Chen como Tyler
- Addie Chandler como Devon
- James Hong como Sr. Gao

### Portugal
- Beatriz Frazão como Meilin "Mei" Lee, a personagem principal
- Paula Fonseca como Ming Lee, a mãe da Mei
- Peter Michael como Jin Lee, o pai da Mei.
- Rita Ribeiro como Wu Lee, a avó da Mei
- Carminho Coelho como Miriam
- Sara Mestre como Priya
- Joana Silva como Abby
- Rodrigo Moreira Santos como Tyler
- Manuel Encarnação como Devon

### Brasil
- Nina Medeiros como Meilin "Mei" Lee, a personagem principal
- Flávia Alessandra como Ming Lee, a mãe da Mei
- Rodrigo Lombardi como Jin Lee, o pai da Mei.
- Cecília Lemes como Wu Lee, a avó da Mei
- Ary Fontoura como Sr. Gao
- Maria Clara Rosis como Miriam
- Raquel Carlotti como Priya
- Manuela Macedo  como Abby
- Agyei Augusto como Tyler
- Renato Cavalcante como Devon

## Produção

### Desenvolvimento
Em 2017, Domee Shi havia concluído recentemente o curta da Pixar, Bao, quando a Pixar a convidou para apresentar três ideias para um longa-metragem. Seus conceitos propostos eram todas histórias de amadurecimento centradas em adolescentes. Aquele que se tornou Turning Red foi baseado em uma garota passando por uma "puberdade mágica", que Shi escreveu com base em suas próprias experiências pessoais. Shi disse: "Todo mundo já passou por isso. Todo mundo tem 13 anos e sente que está se transformando em uma fera hormonal selvagem e peluda, e acho que é por isso que a Pixar foi atraída por isso". Shi lançou todos os três conceitos, incluindo Turning Red, para a Pixar em 31 de outubro de 2017. De acordo com a produtora da Pixar, Lindsey Collins, que participou da reunião de apresentação de Shi, a equipe da Pixar foi atraída pela ideia de Turning Red porque "era tão claro que Domee tinha uma noção de quem eram esses dois personagens principais, que Mei e Ming era realmente claro e especial e único, mais do que qualquer uma das outras ideias" e que "ela teve essa experiência muito pessoal com esses dois personagens que eram uma espécie de versão de sua própria vida. Isso é como a equação mágica, bem ali". A abordagem de usar histórias mais pessoais seguiu-se de Luca sob a supervisão do novo diretor criativo da Pixar, Pete Docter, que mudou a direção que o estúdio tomou tanto com a narrativa quanto com a produção de seus filmes. Brenda Hsueh, escritora de outro filme da Pixar, Elemental, trabalhou no filme como consultora de Shi para as ideias.
Shi foi anunciada como escritora e diretora de um futuro longa-metragem da Pixar em 8 de maio de 2018, tornando-a a primeira mulher a dirigir um filme no estúdio. As líderes criativas do filme também foram a primeira equipe feminina da Pixar, que o CEO da Pixar, Jim Morris, disse que "aconteceu muito organicamente" e não intencionalmente. Rona Liu atuou como desenhista de produção, depois de fazê-lo para Bao. Liu disse que trabalhar em um longa-metragem foi "um sonho que se tornou realidade". Em 26 de novembro de 2018, Shi confirmou que o filme estava nos estágios iniciais de desenvolvimento, com a história ainda sendo trabalhada, e que "[ela estava] muito animada para jogar neste novo formato de filme de 90 minutos". Em 1 de janeiro de 2019, Shi disse que planejava que o filme fosse "divertido e emocionante". O filme foi anunciado em 10 de dezembro de 2020. De acordo com Morris, Turning Red teve um dos tempos de desenvolvimento mais rápidos de um longa-metragem da Pixar, levando apenas quatro anos para ser concluído.

### Escalação do elenco
Em 2017, a Pixar contratou Rosalie Chiang para fornecer vozes de apoio para o desenvolvimento do filme. Chiang, então com apenas 12 anos, foi selecionada em parte porque ela era uma atriz infantil local convenientemente baseada na vizinha Fremont, que fica a apenas cerca de 35 milhas (56 km) da sede da Pixar em Emeryville. Após dois anos de desenvolvimento, Shi e Collins chegaram ao ponto em que o filme era "sólido" o suficiente para começar a escalar dubladores profissionais. Apesar de ouvir várias audições, os dois perceberam que já haviam se apaixonado pelos vocais de Chiang e não conseguiam imaginar mais ninguém interpretando Mei. Eles encaminharam a questão para o diretor de criação da Pixar, Pete Docter, que aprovou pessoalmente a escalação de Chiang para o papel principal do filme.
Durante uma sessão de gravação no início de 2020, Shi de repente surpreendeu Chiang com uma página de roteiro adicional onde Shi, interpretando Ming, ofereceu a Chiang o papel. Esta sessão, pouco antes do início da pandemia de COVID-19 nos Estados Unidos, acabou sendo a última realizada pessoalmente. Para manter a produção em andamento, a Pixar enviou uma enorme quantidade de equipamentos de áudio profissional para Chiang, que transformou um dos quartos da casa de seus pais em um estúdio de gravação improvisado.

### Ambientação
O filme se passa em Toronto, Ontário, Canadá em 2002, conforme confirmado por um designer de produção em fevereiro de 2021. Como se passa pelos olhos de uma garota de 13 anos chamada Mei Lee, todo o ambiente foi estilizado para transmitir um sentimento específico; Shi descreveu a aparência geral do filme como um "sonho febril adolescente asiático". Shi também considerou como videogames como Pokémon, EarthBound e The Legend of Zelda: Breath of the Wild foram capazes de "estilizar seu mundo de uma maneira tão atraente, volumosa e fofa". Parte desse cenário desejado era capturar a popularidade das boy bands na virada do milênio e como as adolescentes reagiam a elas. Os animadores da Pixar visitaram locações ao redor do norte da Califórnia em busca de inspiração e referências visuais. Eles estudaram pandas vermelhos no Zoológico de São Francisco e observaram a arquitetura em Chinatown e o Templo Bok Kai em Marysville.

### Inspirações
Shi disse que vários animes influenciaram o filme, incluindo Sailor Moon, Ranma ½, Fruits Basket e Inuyasha. Para capturar essas influências de animes, efeitos animados 2D desenhados à mão foram adicionados à animação 3D da Pixar. Shi também se inspirou em My Neighbor Totoro, ao criar um "animal gigante agarrável icônico no qual você só quer esfregar o rosto". Jogos da Nintendo, como Earthbound, Pokémon e The Legend of Zelda, também foram citados como uma grande influência para o filme. Shi também comparou o enredo do filme com Pateta: O Filme da Disney, um filme semelhante sobre a maioridade envolvendo pais e filhos tentando consertar seu relacionamento, com uma banda pop como parte do clímax do filme. O filme também trata da puberdade, embora o filme não fale diretamente sobre mudanças biológicas. Por exemplo, a mãe de Mei confunde a reação de Mei à sua transformação com sua primeira menstruação. Shi disse que eles "não se desculparam" com a discussão desses tópicos no filme; o título Turning Red é uma alegoria para a menstruação. A cor vermelha também reflete outros sentimentos experimentados pelos adolescentes, de acordo com Shi, como constrangimento ou luxúria. Shi e sua equipe temiam que os executivos do estúdio quisessem que as cenas referentes à puberdade fossem removidas, mas as cenas foram aceitas.

## Música
A música do filme foi composta pelo compositor sueco Ludwig Göransson, sendo seu primeiro filme de animação.[carece de fontes?] A trilha sonora foi gravada em um período de duas semanas após o relaxamento das restrições de COVID-19. O filme também contou com três canções originais escritas por Billie Eilish e Finneas O'Connell: " Nobody Like U", "1 True Love" e "U Know What's Up", que são cantadas pela banda fictícia 4*Town. A produtora Lindsey Collins disse que seu filho era fã da música de Eilish, que a inspirou a conversar com Eilish e O'Connell no início da produção. Collins apresentou a dupla usando um álbum de recortes com cenas do filme e recortes da dupla. A Walt Disney Records lançou o álbum da trilha sonora digitalmente e em CD em 11 de março de 2022. Posteriormente, as faixas de 4*Town apareceram em vários idiomas, algumas das quais foram tocadas por boy bands como Da-iCE (japonês) e W0LF(S) (mandarim). O álbum estreou na posição 187 nas paradas da Billboard 200 na semana de 21 de março de 2022, e alcançou a posição 87 na semana de 9 de abril de 2022.

## Marketing

### Promoção
Uma primeira olhada no filme foi exibida no Disney Investor Day em 10 de dezembro de 2020. O teaser trailer do filme foi lançado em 13 de julho de 2021, e o trailer em 17 de novembro de 2021. Antes do lançamento do filme, a Disney fez parceria com a Mozilla para promover o filme por meio do navegador Firefox, já que os pandas vermelhos também são conhecidos como "firefoxes" em inglês. Os usuários em dispositivos móveis e computadores podiam aplicar planos de fundo e temas personalizados do filme no navegador, respectivamente.
Um dos pandas vermelhos no Zoológico de São Francisco foi renomeado Meilin no dia do lançamento do filme. A Air Canada decorou um Airbus A220 com imagens de Mei e sua "forma de panda vermelho" para sobrevoar o Canadá promovendo o filme, e também fez um concurso para o público assistir à estreia em Toronto e ganhar prêmios especiais. Uma grande estátua de Mei como um panda vermelho foi colocada em Toronto ao lado da Torre CN, Ripley's Aquarium, Roundhouse Park, Scotiabank Arena e Rogers Centre (anteriormente conhecidos como Air Canada Centre e Skydome, respectivamente) onde o transeunte poderia tirar fotos com a estátua. A iSpot.tv informou que a Disney gastou US$ 23 milhões em comerciais de televisão para Turning Red, o que foi mais do que o estúdio gastou em Viúva Negra, Jungle Cruise (US$ 19,5 milhões) e Cruella (US$ 12,6 milhões), e o que a Netflix gastou em seu filme mais assistido, Red Notice ($ 3,3 milhões). Até 21 de fevereiro de 2022, o trailer do filme foi o 16º comercial de TV mais visto de todos os tempos.

### Mídia vinculada
A Disney licenciou vários livros baseados no filme, que foram lançados antes e depois da estreia nos Estados Unidos, incluindo novelizações, contos, um álbum de figurinhas, um livro dos bastidores e livros para colorir. Um mangá focado em 4*Town, intitulado 4*Town 4*Real: The Manga , está programado para ser lançado pela Viz Media em 2023.

## Lançamento
Turning Red estava programado para ser lançado nos cinemas nos Estados Unidos em 11 de março de 2022 pela Walt Disney Studios Motion Pictures. Em 17 de junho de 2021, uma fonte da Pixar reafirmou que o filme teria um lançamento nos cinemas, depois que Soul (2020) e Luca (2021) foram reprogramados para receber lançamentos direto para digital no Disney+ em resposta à pandemia COVID-19. No entanto, como os casos da variante Omicron haviam aumentado, em 7 de janeiro de 2022, foi tomada a decisão de mudar o filme de seu lançamento nos cinemas para um lançamento direto para streaming como um original do Disney+. Nos mercados internacionais onde o Disney+ não estava disponível, foi lançado nos cinemas. Em fevereiro de 2022, foi anunciado que o filme seria exibido por uma semana no El Capitan Theatre, de 11 a 17 de março de 2022. A Disney cancelou o lançamento na Rússia em resposta à invasão russa da Ucrânia. Embrace the Panda: Making Turning Red, um documentário de 48 minutos sobre o filme, especialmente com foco em sua equipe de criação feminina, foi lançado no Disney+ no mesmo dia que o filme.
O filme teve exibições especiais que aconteceram em Londres no Everyman Borough Yards em 21 de fevereiro de 2022, e em Toronto no TIFF Bell Lightbox em 8 de março de 2022. Estreou no El Capitan Theatre em Hollywood em 1 de março de 2022.

## Recepção

### Bilheteria
Turning Red ganhou US$ 20,1 milhões fora dos Estados Unidos e Canadá. Ganhou $ 3,8 milhões em 12 mercados internacionais no fim de semana de estreia, com abertura em segundo lugar na Arábia Saudita ($ 920.000), Polônia ($ 430.000) e nos Emirados Árabes Unidos ($ 420.000). Ganhou $ 2,8 milhões no segundo fim de semana e $ 1,7 milhão no terceiro. O filme está classificado em primeiro lugar na lista dos "maiores perdedores de dinheiro, com base na perda absoluta de ganhos mundiais" pelo site de dados da indústria cinematográfica The Numbers.

### Audiência
De acordo com a Samba TV, Turning Red foi transmitido em 2,5 milhões de residências nos Estados Unidos no fim de semana de estreia, o maior número de um título original do Disney+. De acordo com a Nielsen, Turning Red foi o produto mais assistido em todos os serviços de streaming nos Estados Unidos, com 1,7 bilhão de minutos vistos na semana de 7 a 13 de março de 2022. Ele continuou a ocupar a primeira posição em 14 de março a 20 de 2022, com 1,675 bilhão de minutos.

### Crítica especializada
No site agregador de críticas Rotten Tomatoes, 95% das críticas são positivas, com nota média de 8/10. O consenso crítico do site diz: "Comovente, bem-humorado, lindamente animado e culturalmente expansivo, Turning Red estende a longa lista de triunfos familiares da Pixar". O Metacritic, que usa uma média ponderada, atribuiu ao filme uma pontuação de 83 em 100 com base em 52 críticas, indicando "aclamação universal".
Michael O'Sullivan, do Washington Post, deu 4 estrelas de 4 e conclui: "[O filme] oferece uma mensagem maior e, de certa forma, mais universal: não há problema em nem sempre estar no controle, deixar sua bandeira esquisita voar. Parafraseando Sigmund Freud, às vezes um panda vermelho é apenas um panda vermelho. E às vezes é uma metáfora para aquela centelha interior de criatividade, a chama da originalidade que deve ser valorizada, não extinta.". Siddhant Adlakha, do IGN, deu uma classificação de 9 de 10: "Uma história de transformação mágica como uma metáfora para mudança pessoal e cultural, Turning Red (da diretora de Bao, Domee Shi) é o filme mais engraçado e imaginativo da Pixar em anos. Ele captura a energia selvagem da adolescência, usa estrelas pop como uma janela atemporal para a puberdade e conta uma história de amizade e família da maneira mais deliciosamente amigável para crianças".

### Prêmios
| Prêmio                                                 | Data da cerimônia       | Categoria                                                   | Nomeado(s)                                                                        | Resultado | Ref.          |
| ------------------------------------------------------ | ----------------------- | ----------------------------------------------------------- | --------------------------------------------------------------------------------- | --------- | ------------- |
| Oscar                                                  | 12 de março de 2023     | Melhor Filme de Animação                                    | Domee Shi e Lindsey Collins                                                       | Indicado  | [ 67 ]        |
| Prêmios Alliance of Women Film Journalists             | 5 de janeiro de 2023    | Melhor Filme de Animação                                    | Turning Red                                                                       | Indicado  | [ 68 ] [ 69 ] |
| Prêmios Alliance of Women Film Journalists             | 5 de janeiro de 2023    | Melhor Roteirista Mulher                                    | Domee Shi                                                                         | Indicado  | [ 68 ] [ 69 ] |
| Prêmios Alliance of Women Film Journalists             | 5 de janeiro de 2023    | Melhor Animação Feminina                                    | "Mei" (Rosalie Chiang)                                                            | Indicado  | [ 68 ] [ 69 ] |
| Prêmios Alliance of Women Film Journalists             | 5 de janeiro de 2023    | Melhor Animação Feminina                                    | "Ming" (Sandra Oh)                                                                | Indicado  | [ 68 ] [ 69 ] |
| Prêmios do Art Directors Guild                         | 18 de fevereiro de 2023 | Excelência em design de produção para um filme de animação  | Rona Liu                                                                          | Pendente  | [ 70 ]        |
| Prêmios Artios                                         | 9 de março de 2023      | Animação                                                    | Natalie Lyon, Kevin Reher e Kate Hansen-Birnbaum                                  | Pendente  | [ 71 ]        |
| Austin Film Critics Association                        | 10 de janeiro de 2023   | Melhor Filme de Animação                                    | Turning Red                                                                       | Indicado  | [ 72 ] [ 73 ] |
| Austin Film Critics Association                        | 10 de janeiro de 2023   | Melhor Primeiro Filme                                       | Domee Shi                                                                         | Indicado  | [ 72 ] [ 73 ] |
| Prêmios da Sociedade de Críticos de Cinema de Boston   | 11 de dezembro de 2022  | Melhor Filme de Animação                                    | Turning Red                                                                       | Venceu    | [ 74 ]        |
| British Academy Film Awards                            | 19 de fevereiro de 2023 | Melhor Filme de Animação                                    | Domee Shi, Lindsey Collins                                                        | Indicado  | [ 75 ]        |
| Prêmios da Associação de Críticos de Cinema de Chicago | 14 de dezembro de 2022  | Melhor Filme de Animação                                    | Turning Red                                                                       | Indicado  | [ 76 ] [ 77 ] |
| Prêmios Critics' Choice Movie                          | 15 de janeiro de 2023   | Melhor Filme de Animação                                    | Turning Red                                                                       | Indicado  | [ 78 ]        |
| Dorian Awards                                          | 23 de fevereiro de 2023 | Filme de Animação do Ano                                    | Turning Red                                                                       | Pendente  | [ 79 ]        |
| Círculo dos Críticos de Cinema da Flórida              | 22 de dezembro de 2022  | Melhor Filme de Animação                                    | Turning Red                                                                       | Venceu    | [ 80 ] [ 81 ] |
| Georgia Film Critics Association Awards                | 13 de janeiro de 2023   | Melhor Filme de Animação                                    | Turning Red                                                                       | Indicado  | [ 82 ] [ 83 ] |
| Prêmios Globo de Ouro                                  | 10 de janeiro de 2023   | Melhor Filme de Animação                                    | Turning Red                                                                       | Indicado  | [ 84 ]        |
| Grammy Award                                           | 5 de fevereiro de 2023  | Melhor Canção em Mídia Visual                               | Billie Eilish e Finneas O'Connell ("Nobody Like U")                               | Pendente  | [ 85 ]        |
| Hollywood Critics Association                          | 24 de fevereiro de 2023 | Melhor Filme de Animação                                    | Turning Red                                                                       | Pendente  | [ 86 ]        |
| Hollywood Critics Association                          | 24 de fevereiro de 2023 | Melhor Primeira Longa                                       | Domee Shi                                                                         | Pendente  | [ 86 ]        |
| Hollywood Critics Association                          | 24 de fevereiro de 2023 | Melhor Performance de Voz ou Captura de Movimento           | Rosalie Chiang                                                                    | Pendente  | [ 86 ]        |
| Hollywood Music in Media Awards                        | 16 de novembro de 2022  | Melhor Trilha Sonora Original em Filme de Animação          | FINNEAS e Ludwig Göransson                                                        | Indicado  | [ 87 ]        |
| Hollywood Music in Media Awards                        | 16 de novembro de 2022  | Melhor Canção Original em Filme de Animação                 | Billie Eilish e Finneas O'Connell (" Nobody Like You ")                           | Indicado  | [ 87 ]        |
| Hollywood Music in Media Awards                        | 16 de novembro de 2022  | Melhor Álbum de Trilha Sonora                               | Finneas O'Connell, Ludwig Göransson, 4*TOWN                                       | Indicado  | [ 87 ]        |
| Houston Film Critics Society                           | 18 de fevereiro de 2023 | Melhor Animação                                             | Turning Red                                                                       | Pendente  | [ 88 ]        |
| NAACP Image Awards                                     | 25 de fevereiro de 2023 | Melhor Filme de Animação                                    | Turning Red                                                                       | Pendente  | [ 89 ]        |
| Online Film Critics Society                            | 23 de janeiro de 2023   | Melhor Animação                                             | Turning Red                                                                       | Indicado  | [ 90 ]        |
| Online Film Critics Society                            | 23 de janeiro de 2023   | Melhor Estreia                                              | Domee Shi                                                                         | Indicado  | [ 90 ]        |
| Producers Guild of America Awards                      | 25 de fevereiro de 2023 | Produtor de destaque em filmes de animação cinematográficos | Turning Red                                                                       | Pendente  | [ 91 ]        |
| Sociedade de Críticos de Cinema de San Diego           | 6 de janeiro de 2023    | Melhor Filme de Animação                                    | Turning Red                                                                       | Vice      | [ 92 ]        |
| San Francisco Film Critics Circle                      | 9 de janeiro de 2023    | Melhor Animação                                             | Turning Red                                                                       | Indicado  | [ 93 ] [ 94 ] |
| Prêmios Satellite                                      | 11 de fevereiro de 2023 | Melhor Filme – Animação ou Mídia Mista                      | Turning Red                                                                       | Pendente  | [ 95 ]        |
| Seattle Film Critics Society                           | 17 de janeiro de 2023   | Melhor Animação                                             | Turning Red                                                                       | Indicado  | [ 96 ] [ 97 ] |
| St. Louis Film Critics Association                     | 18 de dezembro de 2022  | Melhor Filme de Animação                                    | Turning Red                                                                       | Indicado  | [ 98 ]        |
| Associação de Críticos de Cinema de Toronto            | 8 de janeiro de 2023    | Melhor Filme de Animação                                    | Turning Red                                                                       | Venceu    | [ 99 ]        |
| Associação de Críticos de Cinema de Toronto            | 8 de janeiro de 2023    | Melhor Primeira Longa                                       | Turning Red                                                                       | Vice      | [ 99 ]        |
| Visual Effects Society                                 | 15 de fevereiro de 2023 | Efeitos Visuais Excepcionais em um Filme de Animação        | Domee Shi, Lindsey Collins, Danielle Feinberg, Dave Hale                          | Pendente  | [ 100 ]       |
| Visual Effects Society                                 | 15 de fevereiro de 2023 | Excelente personagem de animação em um filme de animação    | Christopher Bolwyn, Ethan Dean, Bill Sheffler, Kureha Yokoo por "Panda Mei"       | Pendente  | [ 100 ]       |
| Visual Effects Society                                 | 15 de fevereiro de 2023 | Prêmio de Tecnologia Emergente                              | Kurt Fleischer, Fernando de Goes, Bill Sheffler por "Profile Mover and CurveNets" | Pendente  | [ 100 ]       |
| Washington D.C. Area Film Critics Association          | 12 de dezembro de 2022  | Melhor Filme de Animação                                    | Turning Red                                                                       | Indicado  | [ 101 ]       |
| Washington D.C. Area Film Critics Association          | 12 de dezembro de 2022  | Melhor Performance de Voz                                   | Rosalie Chiang                                                                    | Indicado  | [ 101 ]       |
| Washington D.C. Area Film Critics Association          | 12 de dezembro de 2022  | Melhor Performance de Voz                                   | Sandra Oh                                                                         | Indicado  | [ 101 ]       |

## Futuro
Domee Shi manifestou interesse em uma continuação, afirmando: "Estamos abertos, mas não conversamos sobre isso. Mas sim, é um convite no final para mais histórias". Chiang e Oh também expressaram interesse e tiveram ideias para uma sequência ou prequência.